# Стрижак, Андрей Сергеевич
Андрей Сергеевич Стрижак (бел. Андрэй Сяргеевіч Стрыжак; 23 июня 1985, Речица, БССР) — белорусский общественный деятель и правозащитник. Организатор инициатив гуманитарной помощи пострадавшим от войны в Донбассе. Организатор кампании ByCovid19 и инициативы BY_help. Со-основатель Фонда солидарности BYSOL.

## Биография
Родился 23 июня 1985 года в городе Речица. С 2007 года занимается правозащитной и профсоюзной деятельностью. В 2013 году был одним из лидеров независимого профсоюза РЭП. Во время событий Евромайдана стал наблюдателем, а также работал на линии горячей помощи «Евромайдан SOS». В 2015 организовал инициативу «Гуманитарный маршрут Беларусь — АТО» и более 5 лет поставлял гуманитарную помощь на территорию Донбасса. В 2017 году имел свою первую мониторинговую миссию в составе активистов и журналистов, а с 2018 по 2020 год занимался документацией военных преступлений для международного суда в Гааге. Также в 2017 году стал одним из организаторов инициативы BY_help.
27 марта 2020 года совместно с Андреем Ткачевым создал кампанию bycovid19 для помощи в обеспечении белорусских больниц средствами защиты и медицинской аппаратуры. 5 июля 2020 года уехал из Беларуси в Киев. Позднее вместе с семьёй переехал жить в Вильнюс. 14 августа 2020 года стал идейным вдохновителем и одним из основателей Фонда солидарности BYSOL.

## Уголовное преследование
16 февраля 2021 года белорусские силовики устроили обыски по всем адресам в Беларуси, с которыми связан Андрей Стрижак и его семья. В апреле 2021 года Следственный комитет РБ обвинил Андрея Стрижака в финансировании экстремистского формирования и подготовке лиц для участия в групповых действиях, грубо нарушающих общественный порядок (ч.2 ст.342 и ст. 361-2 УК РБ).
В феврале 2022 года было возбуждено уголовное дело за «финансирование экстремистской деятельности». 18 мая 2022 года Следственный комитет Республики Беларусь возбудил уголовное дело против Андрея за «финансирование и материальное обеспечение вооружённого конфликта и военных действий на территории сопредельного государства» (ч.2 ст.361-3 УК РБ). Помимо этого СК обвинил Стрижака в вербовке белорусских добровольцев для участия в военных действиях в Украине.
В Беларуси Андрей Стрижак объявлен в межгосударственный розыск.

## Личная жизнь
До 2023 года был женат. Имеет двух сыновей (Алексей и Альберт).